# Neon ningyo
Neon ningyo là một loài nhện trong họ Salticidae.
Loài này thuộc chi Neon. Neon ningyo được Ikeda miêu tả năm 1995.